# 索博利夫卡 (利波韋茨區)
49°20′7″N 28°38′56″E / 49.33528°N 28.64889°E
索博利夫卡（烏克蘭語：Соболівка），是烏克蘭的村落，位於該國西南部文尼察州，由文尼察區負責管轄，始建於1645年，面積1.34平方公里，海拔高度248米，2001年人口402，人口密度每平方公里300.22人。

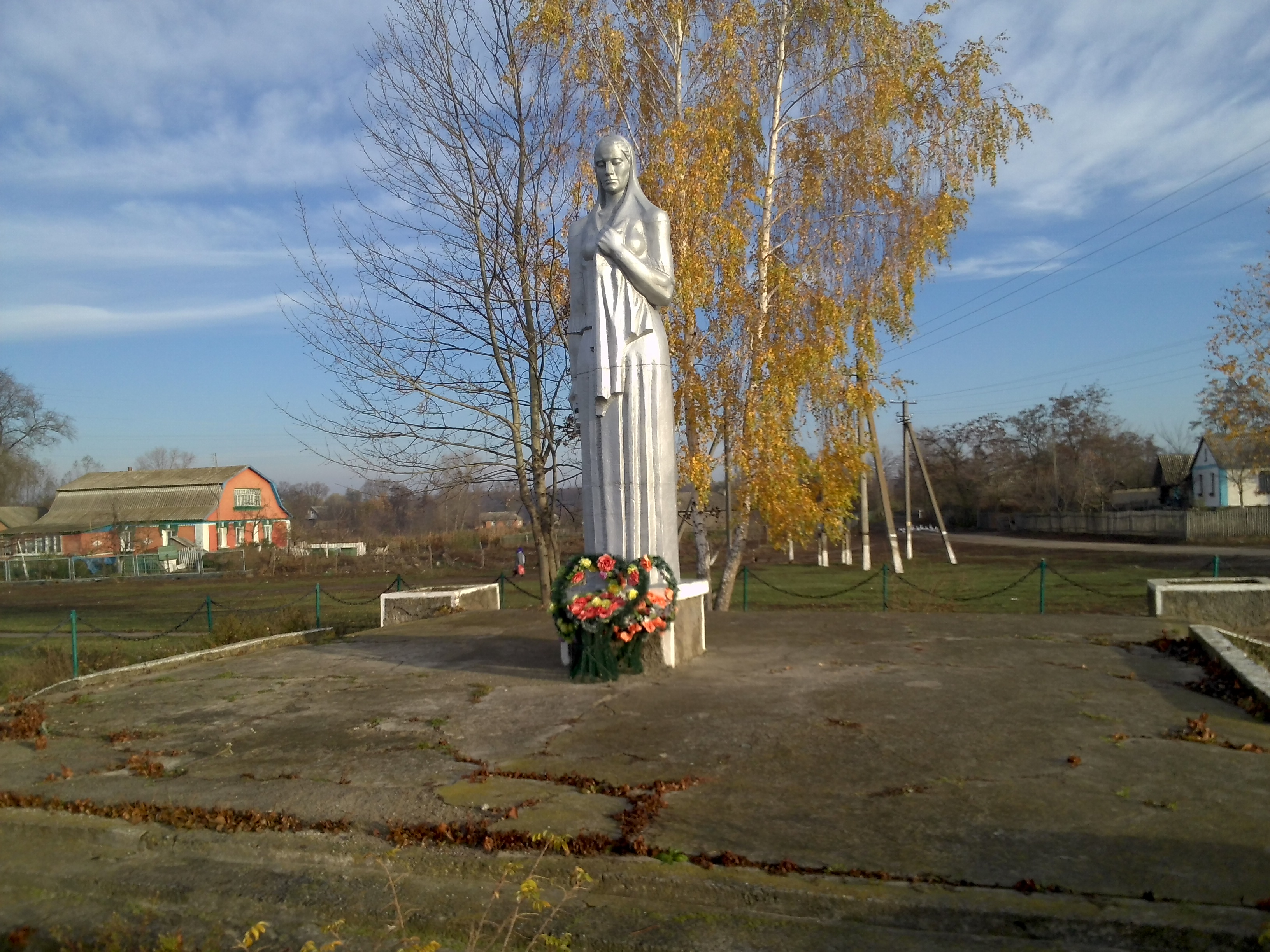
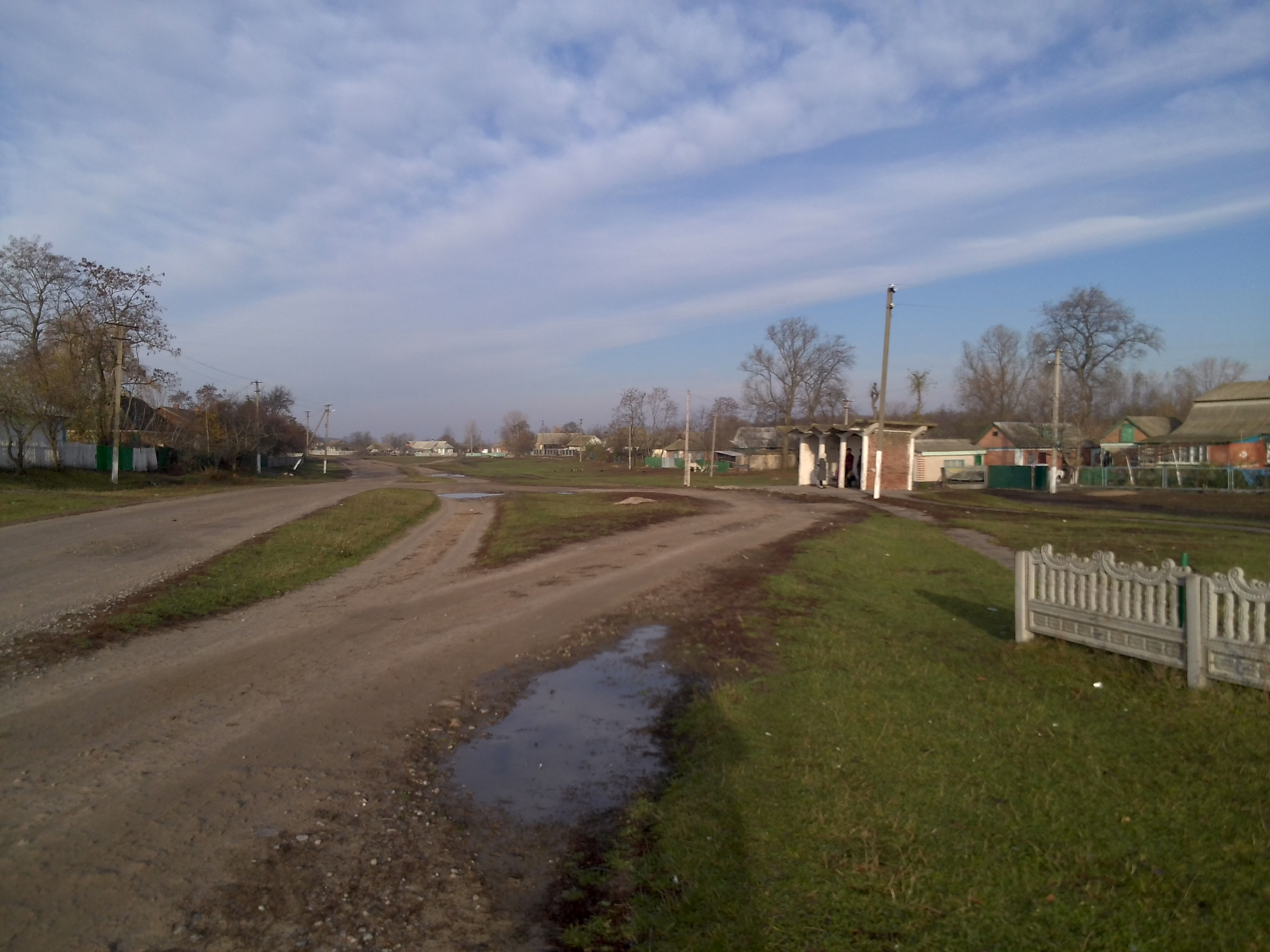
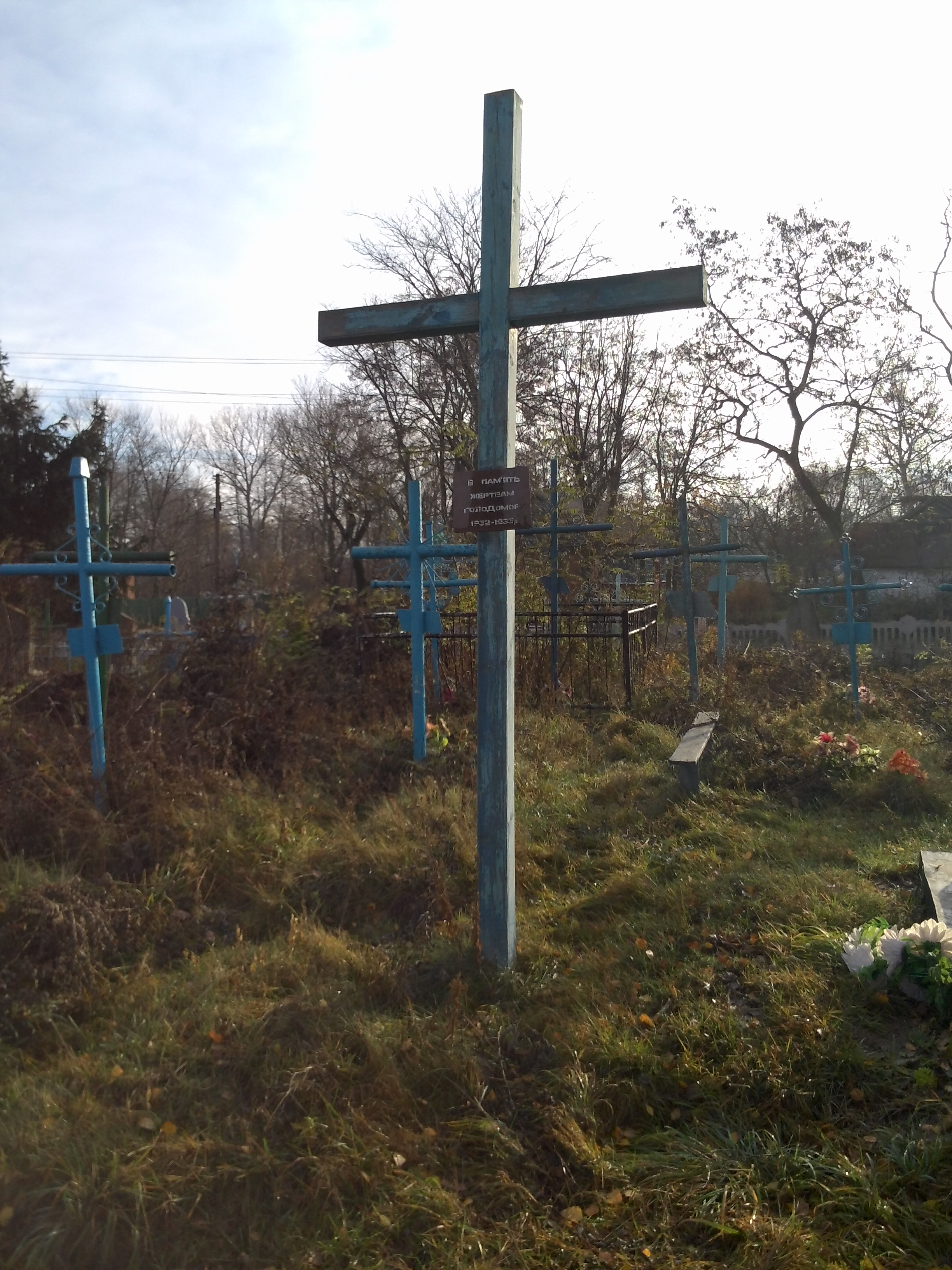